# Кишкунфеледьхазский район
Кишкунфеледьхазский район (венг. Kiskunfélegyházi kistérség) — район медье Бач-Кишкун, Венгрия. В состав района входит 9 населённых пунктов, в которых проживает 46 741 житель. Администрация района располагается в городе Кишкунфеледьхаза.

## Населённые пункты
| Название         | Оригинальное название | Площадь (км²) | Население |
| ---------------- | --------------------- | ------------- | --------- |
| Бугац            | Bugac                 | 131,11        | 3006      |
| Бугацпустахаза   | Bugacpusztaháza       | 43,00         | 308       |
| Фюлёпьякаб       | Fülöpjakab            | 23,16         | 1131      |
| Гатер            | Gátér                 | 30,89         | 1061      |
| Кишкунфеледьхаза | Kiskunfélegyháza      | 256,30        | 30 946    |
| Кунсаллаш        | Kunszállás            | 20,85         | 1740      |
| Пальмоштора      | Pálmonostora          | 53,29         | 2075      |
| Петёфисаллаш     | Petőfiszállás         | 67,78         | 1666      |
| Тисаальпар       | Tiszaalpár            | 91,13         | 5179      |